# Rhinomugil
Rhinomugil es un género de peces actinopeterigios de agua dulce o salobre, distribuidos por ríos de Asia y Oceanía.

## Especies
Incluye a las siguientes especies:
- Rhinomugil corsula (Hamilton, 1822)
- Rhinomugil nasutus (De Vis, 1883)